# Paracyclops fimbriatus
Espèce
Synonymes
- Cyclops fimbriatus Fischer, 1853[1]

Paracyclops fimbriatus est une espèce de petits crustacés benthiques d'eau douce de la famille des Cyclopidae. Cette espèce, à large répartition, est tolérante aux eaux eutrophes ou dystrophes riches en matières organiques.

## Systématique
L'espèce Paracyclops fimbriatus a été initialement décrite en 1853 par le physicien et zoologiste allemand Sebastian Fischer (d) (1806-1871) sous le protonyme de Cyclops fimbriatus.

## Répartition et habitat
Cette espèce semble relativement ubiquiste (hors cours d'eau rapides). On la trouve en Amérique, Asie et Europe. Elle était abondante par exemple dans certaines parties de la Meuse belge et présente en altitude (par exemple dans le lac de Port-Bielh (Pyrénées centrales) lac Léman) ou encore dans des fossés d'aménagements hydrauliques (et des observations similaires ont été faites en Asie); Amoros & Juget en 1970 le considéraient comme rare dans les étangs des Dombes (régulièrement vidés et mis en culture). On peut aussi le retrouver dans des eaux ayant percolé jusqu'à certains milieux souterrains (comme dans le complexe des grottes de Postojna en Slovénie.

## Écologie
Cette espèce (et d'autres) pourraient jouer un rôle intermédiaire dans le cycle de vie et/ou la transmission horizontale de divers parasites dont Bothriocephalus acheilognathi, Amblyospora opacita et Anguillicola crassus,.
Elle peut aussi jouer un rôle en matière de bioconcentration ou de certains polluants (métalliques notamment).

## Bioindication?
Cette espèce était signalée par H. Damas en 1941 comme très abondante dans les eaux de la Meuse belge polluée par les rejets urbains, alors associée à des populations très denses de deux autres espèces bioindicatrices tapissant les fonds anoxiques et pollués : les tubifex et la larve du chironome Chironomus plumosus.

## Utilisation
Il a été proposé (et testé) dans les années 1990 de la cultiver comme source d'alimentation pour des poissons juvéniles (en pisciculture ou aquariophilie).

## Publication originale
- (de) S. Fischer, « Beiträge zur Kenntniss der in der Umgegend von St.Petersburg sich findenden Cyklopiden; (Fortsetzung) », Bulletin de la Société des naturalistes de Moscou, Moscou, МГУ, vol. 26, no 1,‎ 1853, p. 74-100 (ISSN 0007-7682, OCLC 1758754, lire en ligne).